# Phan Thiết (thành phố)
Phan Thiết là một thành phố ven biển cũ và là tỉnh lỵ, khu chính trị, kinh tế, văn hóa và khoa học kỹ thuật của tỉnh Bình Thuận, Việt Nam.

## Địa lý

### Vị trí địa lý
Thành phố Phan Thiết nằm ở trung tâm tỉnh Bình Thuận, cách thủ đô Hà Nội khoảng 1.538 km về phía nam theo Quốc lộ 1, cách Thành phố Hồ Chí Minh 166 km về phía đông theo Cao tốc TP.HCM-Dầu Giây (CT.29) và Dầu Giây - Phan Thiết (CT.01), cách thành phố Vũng Tàu khoảng 160 km về phía đông bắc theo Quốc lộ 55 và Quốc lộ 1, cách thành phố Nha Trang khoảng 252 km về phía tây nam theo Quốc lộ 1, cách thành phố Đà Lạt 158 km về hướng nam theo Quốc lộ 20, Quốc lộ 28B và Quốc lộ 1 (hoặc CT.01). Thành phố có hình cánh cung trải dọc bờ biển dài 57,4 km từ phía bắc Mũi Kê Gà lên đến Mũi Né, có vị trí địa lý:
- Phía đông và phía nam giáp Biển Đông
- Phía tây giáp huyện Hàm Thuận Nam
- Phía bắc giáp huyện Hàm Thuận Bắc và huyện Bắc Bình.

### Địa hình
Phan Thiết có địa hình tương đối bằng phẳng, có cồn cát, bãi cát ven biển, đồi cát thấp, đồng bằng hẹp ven sông. Có 3 dạng chính:
- Vùng đồng bằng ven sông Cà Ty.
- Vùng cồn cát, bãi cát ven biển. Có địa hình tương đối cao.
- Vùng đất mặn: ở Thanh Hải, Phú Thủy, Phú Trinh và Phong Nẫm.

### Khí hậu
Thành phố Phan Thiết nằm trong vùng khô hạn, khí hậu nhiệt đới điển hình, nhiều gió, nhiều nắng, ít bão, không có sương muối, có nhiệt độ trung bình hàng năm từ 26 °C đến 27 °C. Tháng 1, tháng 2 và tháng 12 (nhiệt độ trung bình 25,5 °C) mát hơn so với các tháng khác trong năm. Tháng 4 và tháng 5 là những tháng nóng nhất ở Phan Thiết, nhiệt độ có khi lên đến 29 °C. Độ ẩm tương đối trung bình hàng năm từ 78 đến 80,7%.
Phan Thiết có số giờ nắng mỗi năm từ 2.500 đến trên 3.000 giờ. Lưu lượng mưa hàng năm dao động từ 890,6 mm đến trên 1.335 mm.
| Dữ liệu khí hậu của Phan Thiết                               | Dữ liệu khí hậu của Phan Thiết | Dữ liệu khí hậu của Phan Thiết | Dữ liệu khí hậu của Phan Thiết | Dữ liệu khí hậu của Phan Thiết | Dữ liệu khí hậu của Phan Thiết | Dữ liệu khí hậu của Phan Thiết | Dữ liệu khí hậu của Phan Thiết | Dữ liệu khí hậu của Phan Thiết | Dữ liệu khí hậu của Phan Thiết | Dữ liệu khí hậu của Phan Thiết | Dữ liệu khí hậu của Phan Thiết | Dữ liệu khí hậu của Phan Thiết | Dữ liệu khí hậu của Phan Thiết |
| Tháng                                                        | 1                              | 2                              | 3                              | 4                              | 5                              | 6                              | 7                              | 8                              | 9                              | 10                             | 11                             | 12                             | Năm                            |
| ------------------------------------------------------------ | ------------------------------ | ------------------------------ | ------------------------------ | ------------------------------ | ------------------------------ | ------------------------------ | ------------------------------ | ------------------------------ | ------------------------------ | ------------------------------ | ------------------------------ | ------------------------------ | ------------------------------ |
| Cao kỉ lục °C (°F)                                           | 35.4 (95.7)                    | 34.0 (93.2)                    | 35.8 (96.4)                    | 37.2 (99.0)                    | 37.8 (100.0)                   | 37.6 (99.7)                    | 35.9 (96.6)                    | 36.0 (96.8)                    | 36.1 (97.0)                    | 34.7 (94.5)                    | 34.5 (94.1)                    | 34.5 (94.1)                    | 37.7 (99.9)                    |
| Trung bình ngày tối đa °C (°F)                               | 29.2 (84.6)                    | 29.4 (84.9)                    | 30.5 (86.9)                    | 31.9 (89.4)                    | 32.6 (90.7)                    | 32.1 (89.8)                    | 31.5 (88.7)                    | 31.4 (88.5)                    | 31.1 (88.0)                    | 30.9 (87.6)                    | 30.7 (87.3)                    | 29.8 (85.6)                    | 30.9 (87.6)                    |
| Trung bình ngày °C (°F)                                      | 24.8 (76.6)                    | 25.4 (77.7)                    | 26.6 (79.9)                    | 28.1 (82.6)                    | 28.6 (83.5)                    | 27.8 (82.0)                    | 27.1 (80.8)                    | 27.0 (80.6)                    | 27.0 (80.6)                    | 26.9 (80.4)                    | 26.4 (79.5)                    | 25.5 (77.9)                    | 26.8 (80.2)                    |
| Tối thiểu trung bình ngày °C (°F)                            | 21.2 (70.2)                    | 22.0 (71.6)                    | 23.6 (74.5)                    | 25.3 (77.5)                    | 25.7 (78.3)                    | 25.1 (77.2)                    | 24.7 (76.5)                    | 24.7 (76.5)                    | 24.5 (76.1)                    | 24.2 (75.6)                    | 23.3 (73.9)                    | 21.9 (71.4)                    | 23.9 (75.0)                    |
| Thấp kỉ lục °C (°F)                                          | 14.2 (57.6)                    | 16.3 (61.3)                    | 17.2 (63.0)                    | 19.9 (67.8)                    | 22.0 (71.6)                    | 21.7 (71.1)                    | 20.8 (69.4)                    | 20.6 (69.1)                    | 21.7 (71.1)                    | 20.3 (68.5)                    | 18.1 (64.6)                    | 12.4 (54.3)                    | 12.4 (54.3)                    |
| Lượng Giáng thủy trung bình mm (inches)                      | 1 (0.0)                        | 0 (0)                          | 6 (0.2)                        | 30 (1.2)                       | 136 (5.4)                      | 145 (5.7)                      | 165 (6.5)                      | 164 (6.5)                      | 192 (7.6)                      | 155 (6.1)                      | 58 (2.3)                       | 20 (0.8)                       | 1.072 (42.2)                   |
| Số ngày giáng thủy trung bình                                | 0.4                            | 0.4                            | 0.7                            | 3.5                            | 12.7                           | 16.4                           | 16.3                           | 18.4                           | 17.2                           | 13.5                           | 7.0                            | 3.1                            | 109.6                          |
| Độ ẩm tương đối trung bình (%)                               | 74.3                           | 74.7                           | 76.3                           | 77.8                           | 79.8                           | 81.7                           | 83.2                           | 83.4                           | 84.4                           | 83.3                           | 79.5                           | 76.4                           | 79.6                           |
| Số giờ nắng trung bình tháng                                 | 278                            | 272                            | 304                            | 282                            | 247                            | 215                            | 214                            | 203                            | 197                            | 211                            | 217                            | 240                            | 2.878                          |
| Nguồn: Vietnam Institute for Building Science and Technology |                                |                                |                                |                                |                                |                                |                                |                                |                                |                                |                                |                                |                                |

| Năm      | 1996    | 1997    | 1998    | 1999  | 2000  | 2001  | 2002  | 2003  | 2004  | 2005  |
| Ttb(°C)  | 26,8    | 26,9    | 27,7    | 26,9  | 26,9  | 27,1  | 27,1  | 26,9  | 26,9  | 27,8  |
| Atb(%)   | 81      | 79,5    | 79,2    | 81    | 81    | 80    | 79    | 80    | 79    | 78,8  |
| Mtb(mm)  | 1.418,8 | 841,4   | 1.176,7 | 1.768 | 1.545 | 1.059 | 1.116 | 1.134 | 930   | 1.100 |
| tgn(giờ) | 2.540,0 | 2.871,7 | 2.651,0 | 2.569 | 2.556 | 2.562 | 2.903 | 2.734 | 3.048 | 2.950 |

- Ttb - Nhiệt độ trung bình (°C)
- tgn - Tổng số giờ nắng (giờ)
- Atb - Độ ẩm tương đối trung bình (%)
- Mtb - Lưu lượng mưa trung bình (mm)

### Thủy văn
Sông Cà Ty chảy qua trung tâm thành phố, chia khu vực trung tâm thành 2 ngạn:
- Phía nam sông: khu thương mại, điển hình là Chợ Phan Thiết, cảng Phan Thiết.
- Phía bắc sông: gồm các cơ quan hành chính và quân sự của tỉnh Bình Thuận; khu trung tâm mới của Phan Thiết đang được xây dựng tại khu vực phường Phú Thủy và Xuân An trên một diện tích 300ha gồm các tòa cao ốc hành chính mới, liên hợp trung tâm thương mại, nhà thi đấu mới tỉnh Bình Thuận, khu dân cư mới sức chứa 50,000 người cùng nhiều công viên, các khu dịch vụ và trường học.

Các sông sau chảy qua thành phố:
- Sông Cà Ty: 7,2 km
- Sông Cát (Suối Cát): 3,3 km
- Sông Cái: 1,1 km
- Sông Cầu Ké: 5,4 km.

## Hành chính
Thành phố Phan Thiết có 15 đơn vị hành chính trực thuộc, gồm 11 phường: Bình Hưng, Đức Long, Hàm Tiến, Lạc Đạo, Mũi Né, Phú Hài, Phú Tài, Phú Thủy, Phú Trinh, Thanh Hải, Xuân An và 4 xã: Phong Nẫm, Thiện Nghiệp, Tiến Lợi, Tiến Thành.
| Tên         | Diện tích (km²) | Dân số (người) |
| ----------- | --------------- | -------------- |
| Phường (11) |                 |                |
| Bình Hưng   | 1,67            | 18.590         |
| Đức Long    | 2,38            | 17.176         |
| Hàm Tiến    | 10,53           | 8.038          |
| Lạc Đạo     | 1,34            | 27.923         |
| Mũi Né      | 34,54           | 27.164         |
| Phú Hài     | 12,00           | 13.855         |
| Phú Tài     | 2,90            | 23.340         |
| Phú Thủy    | 4,18            | 21.838         |

| Tên          | Diện tích (km²) | Dân số (người) |
| ------------ | --------------- | -------------- |
| Phú Trinh    | 1,50            | 17.700         |
| Thanh Hải    | 1,04            | 8.663          |
| Xuân An      | 2,20            | 9.910          |
| Xã (4)       |                 |                |
| Phong Nẫm    | 4,80            | 9.180          |
| Thiện Nghiệp | 73,12           | 7.226          |
| Tiến Lợi     | 5,89            | 9.224          |
| Tiến Thành   | 52,81           | 6.909          |

## Lịch sử

### Từ nguyên
Có một số giả thiết về tên gọi của Phan Thiết và phần lớn đều chấp nhận rằng, "Phan Thiết" không phải là một cái tên thuần Việt:
- Khi chưa có người Việt định cư, người Chăm gọi vùng đất này là "Hamu Lithít" - "Hamu" là xóm ruộng bằng, "Lithít" là ở gần biển. Khi bắt đầu có người Việt định cư, vẫn chưa ai có ý định đặt ngay cho vùng đất này một tên gọi mới bằng tiếng Việt. Lâu dần, âm cuối "Lithit" lại được gắn liền với âm "Phan" tách từ phiên âm của tên hai vùng Phan Rang, Phan Rí mà thành ra Phan Tiết (tên gọi ngày xưa) và sau này người ta gọi chuẩn với cái tên là Phan Thiết.
- Người Việt đã phiên âm lại cách gọi tên của người Chăm trước đó: Panduranga hay Mang-lang thành Phan Rang, Panrik hay Mang-lý thành Phan Rí, Hamu Lithit hay Mang-thít thành Phan Thiết. Ba địa danh này được gọi chung là "Tam Phan".[6]
- Po Thit (hoàng tử em của công chúa Po Sah Inư, con của vua Chăm Par Ra Chanh, tức Trà Chanh) đóng đồn trấn ngữ vùng đất này vào thế kỷ XIV được người Việt đọc trại ra mà thành Phan Thiết.

Ngày nay, yếu tố "Phan" còn xuất hiện nhiều trong các địa danh ở tỉnh Bình Thuận như: Sông Phan, Phan Rí Cửa, Phan Rí Thành, Phan Lâm, Phan Sơn,...

### Thời kỳ trung đại
Vùng đất này khi xưa thuộc vương quốc Chămpa, sau này sáp nhập vào Đại Việt. Hành chính được xác lập cùng thời gian hình thành tỉnh Bình Thuận ngày nay, nhưng khi ấy nó chưa được xác định địa giới và cấp hành chính gì. Năm 1697, Bình Thuận lần lượt được đổi từ một trấn lên thành phủ rồi lên thành dinh thì Phan Thiết chính thức được công nhận là một đạo (cùng một lượt với các đạo Phan Rang, Phố Hài, Ma Ly vùng Tam Tân). Tuy nhiên, đạo Phan Thiết lập ra nhưng chẳng có văn bản nào chỉ rõ phạm vi lãnh thổ. Từ năm 1773 đến năm 1801, nơi đây thường diễn ra các cuộc giao tranh ác liệt giữa các lực lượng quân nhà Nguyễn và quân nhà Tây Sơn. Năm 1825, thời Minh Mạng, khi Bình Thuận chính thức trở thành tỉnh, đạo Phan Thiết bị cắt một phần đất nhập vào một huyện thuộc Hàm Thuận (năm 1854, thời Tự Đức, huyện này được đặt tên là huyện Tuy Lý). 1835, tuần vũ Dương Văn Phong thỉnh cầu vua Minh Mạng chuyển tỉnh lỵ của Bình Thuận ở gần Phan Rí (huyện Hoà Đa) lập từ thời Gia Long về đóng ở vùng Phú Tài - Đại Nẫm, huyện Hàm Thuận nhưng vua chưa đồng ý. Năm 1836 (năm Minh Mạng thứ 17), Thị Lang Bộ Hộ là Đào Trí Phú được cử làm việc đo đạc, lập địa bạ trong số trên 307 xã, thôn thuộc hai phủ, bốn huyện và mười lăm tổng của tỉnh Bình Thuận để chuẩn định và tiến hành đánh thuế. Đo đạc xong ước định vùng Phan Thiết (thuộc tổng Đức Thắng) có chín địa danh trực thuộc. Bên hữu ngạn sông (sông Cà Ty ngày nay) là các xã Đức Thắng, Nhuận Đức, Lạc Đạo và các thôn Thành Đức, Tú Long. Bên tả ngạn là xã Trinh Tường và các thôn Long Khê, Long Bình, Minh Long. Qua nhiều lần thay đổi các đơn vị hành chính, một số thôn nhỏ sáp nhập thành làng lớn, một số địa danh cũ biến mất như Minh Long, Long Bình (thuộc phường Bình Hưng ngày nay), Long Khê (thuộc phường Phú Trinh ngày nay). Một số thôn, xã khác của tổng Đức Thắng như Phú Tài, Phú Hội, Xuân Phong, Đại Nẫm được xem là ngoại vi của Phan Thiết. Một số địa danh thuộc khu vực Phố Hài (phường Phú Hài ngày nay) như Tân Phú, An Hải, An Hoà, Tú Lâm, Sơn Thủy, Thiện Chính, Ngọc Lâm... thuộc về tổng Hoa An (sau đổi lại là tổng Lại An) của huyện Tuy Định. Một số thôn, xã dọc bờ biển như Khánh Thiện, Thạch Long, Long Sơn (thuộc khu vực Rạng - Mũi Né ngày nay) thuộc tổng Vĩnh An của huyện Hòa Đa.

### Trước năm 1975
Gần cuối thế kỷ 19, Phan Thiết vẫn chưa được công nhận chính thức là một đơn vị hành chính (cấp dưới) trực thuộc tỉnh Bình Thuận. Năm 1898 (năm Thành Thái thứ muời), tỉnh lỵ Bình Thuận được dời về đặt tại làng Phú Tài ở ngoại vi Phan Thiết. Ngày 20 tháng 10 cùng năm, vua Thành Thái ra đạo dụ xác lập thị xã (centre urban) Phan Thiết, tỉnh lỵ của Bình Thuận (cùng ngày thành lập các thị xã Huế, Hội An, Quy Nhơn, Thanh Hoá, Vinh), quản lý đầu tiên là công sứ Noé. Năm 1905, thị xã Phan Thiết cũng vẫn chưa xác định rõ ranh giới. Tòa sứ Bình Thuận (bộ máy thống trị của Pháp) do một công sứ (résident, lúc này là Leon Garnier làm công sứ) đứng đầu đặt thường trực tại Phan Thiết. Ngày 4 tháng 11 năm 1910, viên toàn quyền Đông Dương A.Klobukowski ra quyết định về Phan Thiết. Lúc này Phan Thiết chính thức bao gồm 16 làng xã. Bên hữu ngạn sông: Đức Thắng, Thành Đức, Nhuận Đức, Nam Nghĩa, Lạc Đạo, Tú Long; bên tả ngạn sông: Long Khê, Phú Trinh, Trinh Tường, Đảng Bình, Quảng Bình, Thiện Mỹ, Thiện Chánh, Xuân Hoà, An Hải, Sơn Thủy (năm làng sau trước đây là thuộc khu vực Phố Hài). Có thêm địa danh mới như Nam Nghĩa, Quảng Bình (dân Quảng Nam, Quảng Nghĩa, Quảng Bình di cư vào Phan Thiết). Ngày 6 tháng 1 năm 1918, Khâm Sứ Trung Kỳ Charles quyết định Phú Hài (tên gọi mới của Phố Hài) tách ra khỏi Phan Thiết để nhập về lại tổng Lại An của huyện Hàm Thuận. Pháp bắt đầu thiết lập bộ máy chính quyền ở Phan Thiết. Thị xã Phan Thiết liên tục làm tỉnh lỵ của tỉnh Bình Thuận từ đó.

### Sau năm 1975
Sau khi Việt Nam thống nhất (1975), thị xã Phan Thiết được chọn làm tỉnh lỵ của tỉnh Thuận Hải (ban đầu tỉnh lỵ nằm ở Phan Rang), bao gồm 9 phường: Bình Hưng, Đức Long, Đức Nghĩa, Đức Thắng, Hưng Long, Lạc Đạo, Phú Thủy, Phú Trinh và Thanh Hải.
Ngày 15 tháng 12 năm 1977, chuyển xã Hàm Hải thuộc huyện Hàm Thuận về thị xã Phan Thiết quản lý. Ngày 13 tháng 3 năm 1979, thành lập xã Tiến Lợi từ một phần phường Đức Long và xã Hàm Mỹ, huyện Hàm Thuận; thành lập xã Phong Nẫm từ một phần phường Phú Trinh; đổi tên xã Hàm Hải thành xã Phú Hải. Ngày 30 tháng 12 năm 1982, chuyển xã Hàm Tiến và thị trấn Mũi Né thuộc huyện Hàm Thuận cũ về thị xã Phan Thiết quản lý; đồng thời chuyển thị trấn Mũi Né thành phường Mũi Né. Ngày 28 tháng 11 năm 1983, thành lập xã Tiến Thành thuộc khu kinh tế mới Khe Cả. Cuối năm 1998, thị xã Phan Thiết bao gồm 10 phường: Bình Hưng, Đức Long, Đức Nghĩa, Đức Thắng, Hưng Long, Lạc Đạo, Mũi Né, Phú Thủy, Phú Trinh, Thanh Hải và 5 xã: Hàm Tiến, Phong Nẫm, Phú Hải, Tiến Lợi, Tiến Thành.
Sau khi chia tách tỉnh Thuận Hải đầu năm 1992, thị xã Phan Thiết vẫn giữ nguyên tỉnh lỵ của tỉnh Bình Thuận ngày nay. Ngày 25 tháng 8 năm 1999, chính phủ Việt Nam quyết định nâng cấp thị xã Phan Thiết thành thành phố Phan Thiết trực thuộc tỉnh Bình Thuận. Ngày 22 tháng 11 năm 2001, chia xã Phong Nẫm thành 3 đơn vị hành chính: xã Phong Nẫm, phường Phú Tài và phường Xuân An; chia xã Hàm Tiến thành 2 đơn vị: phường Hàm Tiến và xã Thiện Nghiệp; chuyển xã Phú Hải thành phường Phú Hải..
Ngày 24 tháng 6 năm 2009, Thủ tướng Chính phủ ban hành Quyết định 890/QĐ-TTg công nhận thành phố Phan Thiết là đô thị loại II trực thuộc tỉnh Bình Thuận. Tuy là một thành phố trẻ nhưng theo các nhà nghiên cứu thì "phố cổ" Phan Thiết hình thành trước Nha Trang và Phan Rang.
Ngày 24 tháng 10 năm 2024, Ủy ban Thường vụ Quốc hội ban hành Nghị quyết số 1253/NQ-UBTVQH15 về việc sắp xếp đơn vị hành chính cấp xã của tỉnh Bình Thuận giai đoạn 2023 – 2025 (nghị quyết có hiệu lực từ ngày 1 tháng 12 năm 2024). Theo đó:
- Sáp nhập phường Đức Thắng và phường Đức Nghĩa vào phường Lạc Đạo.
- Sáp nhập phường Hưng Long vào phường Bình Hưng.

Thành phố Phan Thiết có 11 phường và 4 xã như hiện nay.

## Kinh tế

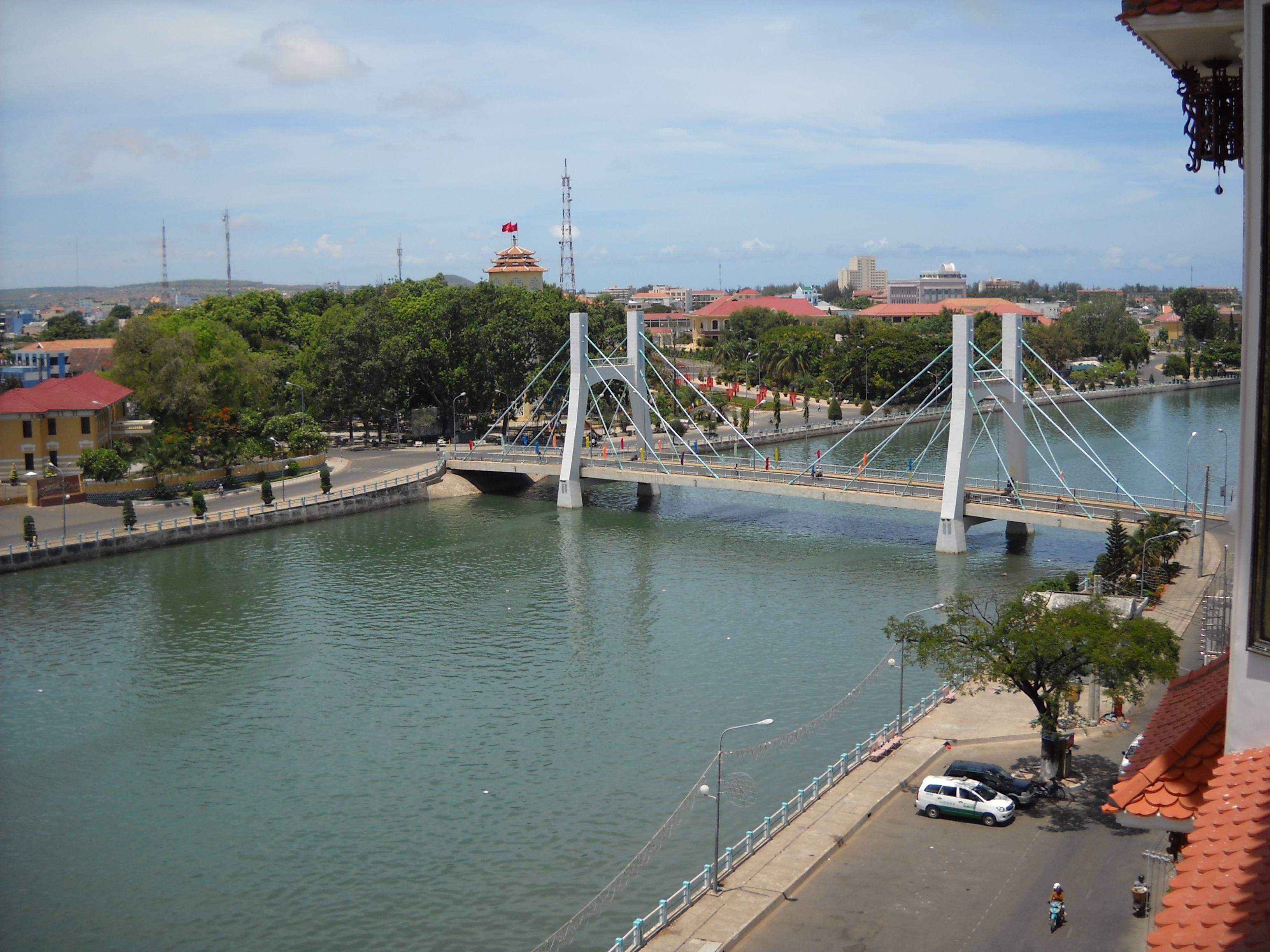
Cầu Lê Hồng Phong bắc qua sông Cà Ty.

Khoảng cuối thế kỷ 19 đầu thế kỷ 20, về mặt dân số cũng như kinh tế, Phan Thiết đã là một đô thị lớn của vùng duyên hải Trung kỳ. Phố Hài, Mũi Né là những cửa biển sầm uất với ghe thuyền từ Trung Kỳ, Nam Kỳ đến chở nước mắm, cá khô, dầu rái, trầm hương... vào Sài Gòn, ra Đà Nẵng buôn bán. Thậm chí có cả tàu thuyền Trung Quốc từ Quảng Đông, Hải Nam - qua đường biển từ Hội An - đến giao thương.
Trong những năm đầu thế kỷ 21, nền kinh tế thành phố Phan Thiết tăng trưởng với nhịp độ khá (tốc độ tăng trưởng bình quân mỗi năm là 14.04%). Cơ cấu kinh tế chuyển dịch theo hướng công nghiệp, dịch vụ du lịch, ngư, nông lâm nghiệp, tiềm năng kinh tế từng bước khai thác có hiệu quả, các thành phần kinh tế được khuyến khích đầu tư phát triển sản xuất kinh doanh.
Trong 5 năm qua (2015 - 2020), kinh tế tăng trưởng khá (giá trị sản xuất tăng bình quân 8,45%/năm) cơ cấu chuyển dịch đúng hướng; trong đó dịch vụ và thương mại tăng trưởng bình quân 12,33%/năm; du lịch tăng trưởng 10,27%/năm.
Đầu tư phát triển tăng gấp 2,31 lần về vốn so với nhiệm kỳ trước, nhờ đó bộ mặt đô thị, hạ tầng kinh tế - xã hội được đầu tư, nâng cấp và mở rộng, góp phần thu hút đầu tư và du khách đến với thành phố.
Giảm nghèo đạt kết quả tốt, tỷ lệ hộ nghèo từ 1,68% năm 2015 xuống còn 0,75% năm 2019 theo chuẩn đa chiều mới.

### Tài nguyên-Khoáng sản

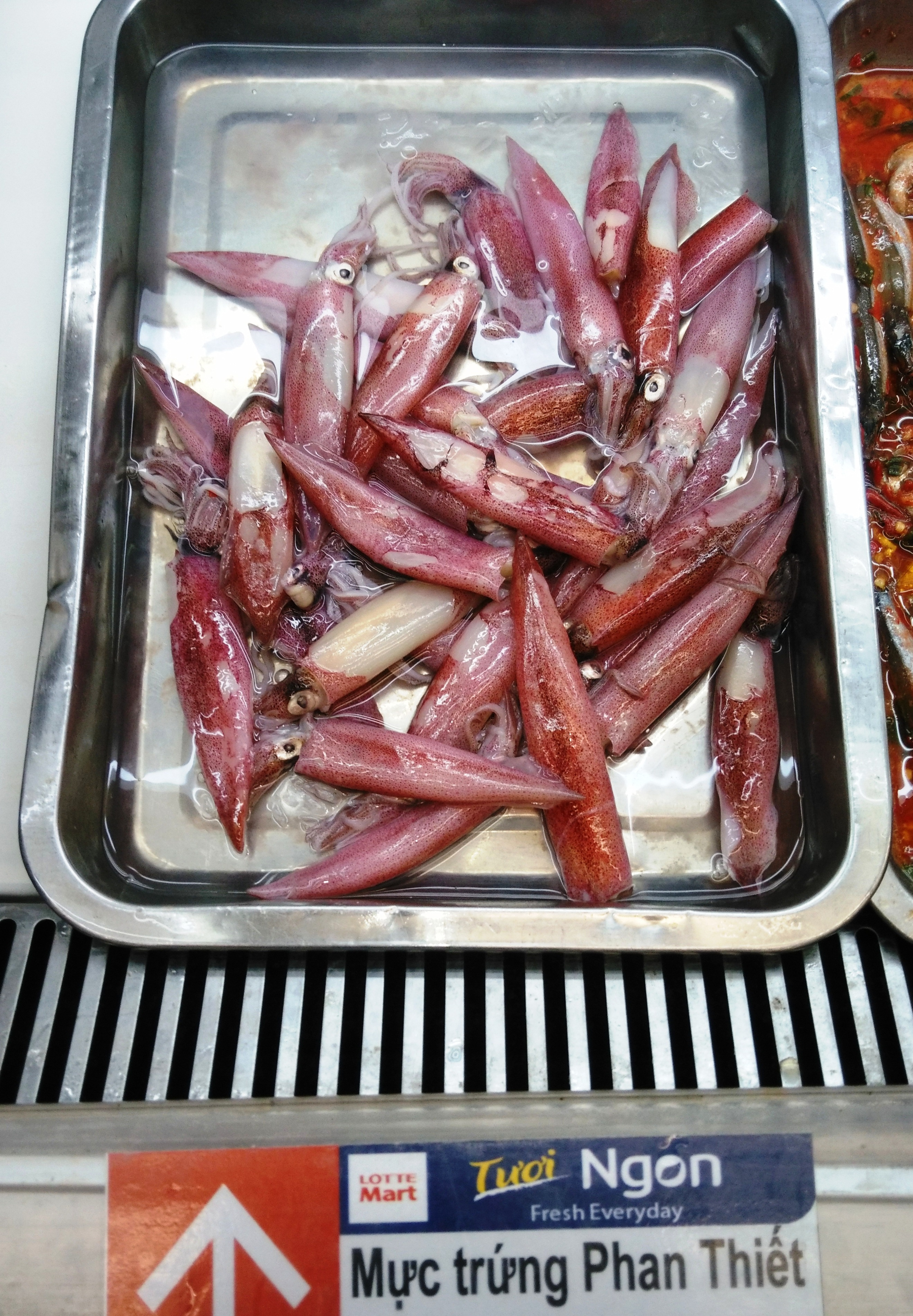
Hải sản Phan Thiết bày bán tại Thành phố Hồ Chí Minh

Phan Thiết với 57,4 km bờ biển có nhiều tiềm năng để phát triển nghề làm muối, du lịch. Tài nguyên sinh vật biển rất phong phú và đa dạng có khả năng khai thác 60 nghìn tấn/năm; ngoài ra còn có nguồn lợi thủy sản có giá trị hàng năm có thể khai thác 600-700 tấn tôm các loại, 3.200 - 3.500 tấn mực, 10.000-12.000 tấn sò điệp, sò lông và các loại hải sản khác.
Phan Thiết có 260 hécta mặt nước có thể đưa vào nuôi tôm, làm ruộng muối, trong đó diện tích có khả năng nuôi tôm là 140 ha.
Ven biển Phan Thiết có các bãi biển bờ thoải, cát trắng mịn, môi trường trong sạch, bãi tắm tốt như Đồi Dương - Vĩnh Thủy, Rạng, Mũi Né... cùng với các phong cảnh đẹp: tháp Po Sah Inư, Lầu Ông Hoàng, Suối Tiên (Hàm Tiến), rừng dừa Rạng - Mũi Né, Tiến Thành và khu di tích Dục Thanh có điều kiện thu hút khách du lịch.
Với diện tích 19.180 ha, Phan Thiết có bốn loại đất chính:
- Cồn cát và đất cát biển, diện tích 15.300 ha (79,7% diện tích tự nhiên). Cồn cát trắng 990 ha; cồn cát xám vàng 1450 ha; đất cồn cát đỏ 8.920 ha; đất cát biển 3940 ha. Trên loại đất này có thể khai thác để trồng dưa, đậu, điều, dừa.
- Đất phù sa, diện tích 2.840 ha (14,8% diện tích tự nhiên). Gồm đất phù sa được bồi 1.140 ha; đất phù sa không được bồi 1.400 ha; đất phù sa có tầng loang lổ đỏ vàng 300 ha. Hầu hết diện tích đất này đã được khai thác trồng lúa nước, hoa màu, cây ăn quả...
- Đất vàng trên đá Mácmaxít-granít, diện tích 540 ha (2,82% diện tích tự nhiên). Đất thung lũng do sản phẩm dốc tụ, diện tích 350 ha (1,82% diện tích tự nhiên). Trên các loại đất này có thể sử dụng xây dựng cơ bản và các mục đích nông, lâm nghiệp.

Khoáng sản: có mỏ Imenít-Zircon ven biển Hàm Tiến - Mũi Né có trữ lượng 523,5 ngàn tấn. Mỏ đá Mico-granít ở Lầu Ông Hoàng với trữ lượng 200.000 tấn có thể sản xuất men sứ. Mỏ cát thủy tinh dọc theo các đồi cát ven biển Nam Phan Thiết có trữ lượng khoảng 18 triệu tấn. Tại vùng biển ngoài khơi thành phố Phan Thiết đã phát hiện ra mỏ dầu và đang được tiến hành khai thác thử nghiệm.

### Công nghiệp

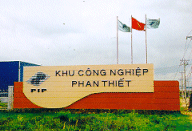
Khu công nghiệp Phan Thiết.

Thành phố Phan Thiết có 02 Khu công nghiệp Phan Thiết 1 và Phan Thiết 2 nằm hướng bắc của thành phố, gần giao lộ Quốc lộ 1 (xuyên Việt) và Quốc lộ 28 (Phan Thiết - Lâm Đồng), cách Thành phố Hồ Chí Minh 166 km, cách Nha Trang 250 km, cách Vũng Tàu 160 km và Đà Lạt 158 km. Ngoài ra, trong nội thành còn có các cơ sở công nghiệp thực phẩm, chế biến thủy hải sản, các cơ sở thủ công mỹ nghệ.

### Ngư nghiệp và nghề sản xuất nước mắm
Ngư nghiệp là ngành nghề lâu đời của người Phan Thiết. Cùng với La Gi và Phú Quý, Phan Thiết là ngư trường lớn của tỉnh Bình Thuận. Song song đó, Phan Thiết là nơi được thiên nhiên ưu đãi một khí hậu tự nhiên phù hợp với nghề sản xuất nước mắm. Biến thiên nhiệt độ giữa các tháng không lớn, ít mưa, nhiều nắng và gió là những điều kiện tự nhiên lý tưởng cho quá trình cá chín trong muối. Nhờ đó, nước mắm Phan Thiết có hương vị đặc trưng mà nước mắm ở những nơi khác không thể có.

### Đặc sảnẩm thực

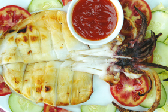
Mực một nắng sau khi được chế biến

| 1. Nước khoáng Vĩnh Hảo 2. Mực một nắng 3. Bánh căn 4. Nước mắm Phan Thiết 5. Gỏi cá (cá suốt, cá mai, cá đục) 6. Mỳ Quảng Phan Thiết 7. Bánh rế 8. Cốm hộc (bánh cốm sữa) 9. Chả cá Phan Thiết 10. Bánh quai vạc | 1. Bánh xèo Phan Thiết 2. Bánh bột lọc 3. Trái thanh long 4. Dông cát nướng sa tế 5. Dừa "ba nhát" 6. Bánh canh cá 7. Cá bò hấp, nướng 8. Cá mú um bún 9. Lẩu thả |

## Xã hội

### Giáo dục
Các trường Đại học trên địa bàn thành phố Phan Thiết:
- Đại học Phan Thiết
- Đại học Bình Thuận (quy hoạch).

Các trường Cao đẳng trên địa bàn thành phố Phan Thiết:
- Cao đẳng Cộng đồng Bình Thuận
- Cao đẳng Nghề Bình Thuận
- Cao đẳng Y tế Bình Thuận.

Các trường Trung học cơ sở trên địa bàn thành phố Phan Thiết
- THCS Nguyễn Du
- THCS Nguyễn Trãi
- THCS Hùng Vương
- THCS Trần Phú.

Các trường Trung học phổ thông trên địa bàn thành phố Phan Thiết:
- THPT Phan Bội Châu: là trường THPT đầu tiên được thành lập ở Bình Thuận từ năm 1952 và hiện vẫn là trường lớn nhất.
- THPT chuyên Trần Hưng Đạo: trường bồi dưỡng học sinh giỏi, được thành lập năm 1990.
- THPT Phan Châu Trinh: thành lập năm 1994, tên ban đầu là THPT Bán công Phan Châu Trinh.
- THPT Lê Lợi: thành lập năm 2001, là trường THPT dân lập đầu tiên của tỉnh Bình Thuận từ sau 1975.
- THPT Phan Thiết: thành lập năm 2010.
- THPT Lê Quý Đôn: là trường cấp 3 trẻ nhất ở Phan Thiết, được thành lập năm 2015 nằm trong cụm liên trường Tiểu học-THCS-THPT.
- THPT Bùi Thị Xuân: nằm ở khu vực du lịch Mũi Né, đáp ứng nhu cầu của học sinh khu vực phía bắc thành phố.

## Dân số

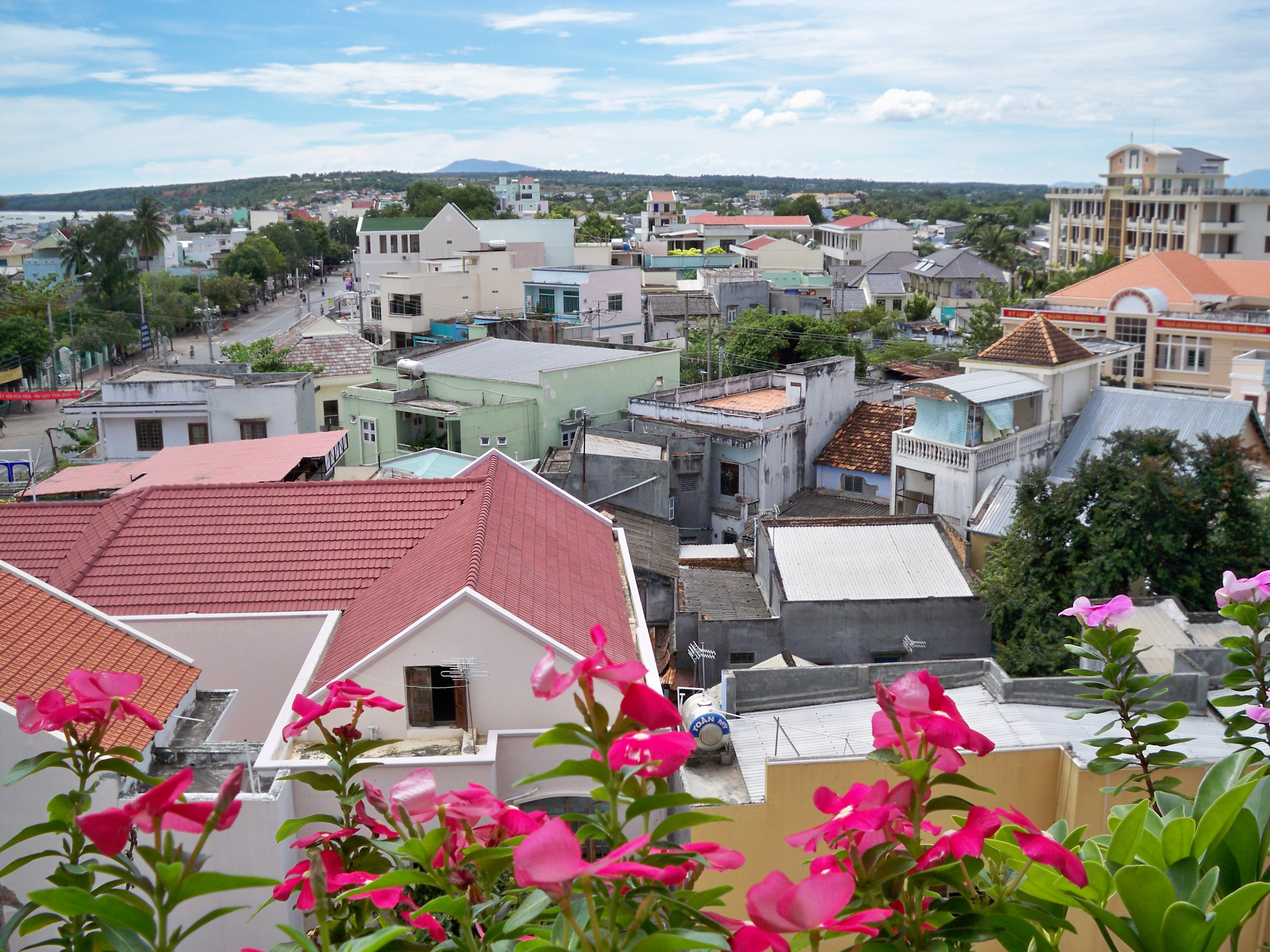
Một góc thành phố Phan Thiết

Dân cư Phan Thiết chủ yếu là người Việt, có một bộ phận người gốc Hoa sinh sống trong trung tâm thành phố, tập trung nhiều ở phường Đức Nghĩa và Lạc Đạo. Dân số của Phan Thiết theo thống kê của Cục thống kê tỉnh Bình Thuận năm 2016 là 225.897 người. Và theo kết quả điều tra dân số ngày 1/4/2019 dân số thành phố đạt 226.736 người, trong đó: dân số thành thị là 203.014 người và dân số nông thôn là 23.722 người. Mật độ dân số là 1.075 người/km² toàn thành phố, đặc biệt khu vực trung tâm, như Lạc Đạo, Bình Hưng mật độ dân số trên 25.000 người/ km². Nếu tính cả cư dân vãng lai đang tạm trú làm ăn sinh sống, học tập và lượt khách lưu trú hàng năm tại thành phố Phan Thiết thì đông hơn, vào khoảng trên 350.000 dân. Tỉ lệ gia tăng dân số tự nhiên toàn thành phố đạt 0,47% (giai đoạn 2009-2019).
Hiện nay trên địa bàn thành phố Phan Thiết đã và đang hình thành một số khu đô thị cao cấp như khu đô thị Vietpearl City, khu đô thị Ocean Dunes, khu đô thị Phú Tài, khu đô thị Trung tâm thương mại Bắc Phan Thiết, khu đô thị Acenza Villas...
Thành phố Phan Thiết có diện tích 210,90 km², dân số năm 2020 là 228.536 người, mật độ dân số đạt 1.083 người/km², trong đó: dân số thành thị là 195.760 người, dân số nông thôn là 32.776 người.

## Văn hóa

### Đua thuyền mừng xuân
Cứ vào mùng 2 tết Nguyên Đán hằng năm, trên sông Cà Ty lại diễn ra lễ hội đua thuyền truyền thống mừng xuân. Những thuyền đua được trang trí bằng cờ, hoa và biểu ngữ rực rỡ sắc màu hòa lẫn trong tiếng trống, tiếng nhạc cùng tiếng reo hò cổ vũ của người dân và du khách tạo nên một không khí rộn ràng, sôi động mang đậm nét văn hóa truyền thống của địa phương. Đây là giải đua thể hiện tinh thần đoàn kết và sức mạnh của ngư dân vạn chài Phan Thiết. "Mọc giữa dòng sông xanh một bông hoa tím biếc". Giải truyền thống này có từ hàng trăm năm nay.

### Di tích lịch sử
| - Tháp nước Phan Thiết - Mũi Né - Hòn Rơm - Bãi tắm Đồi Dương | - Đồi Cát Mũi Né - Suối Tiên - Tháp Chăm Po Sah Inư - Trường Dục Thanh | - Lầu Ông Hoàng - Vạn Thủy Tú - Chùa Liên Trì - Mộ Nguyễn Thông | - Hải đăng Khe Gà - Chùa Ông (Quan Đế Miếu) - Đình Đức Thắng - Đình Đức Nghĩa | - Chùa Bà Thiên Hậu - Chùa Phật Quang - Chùa núi Tà Cú - Bàu Trắng |

## Du lịch

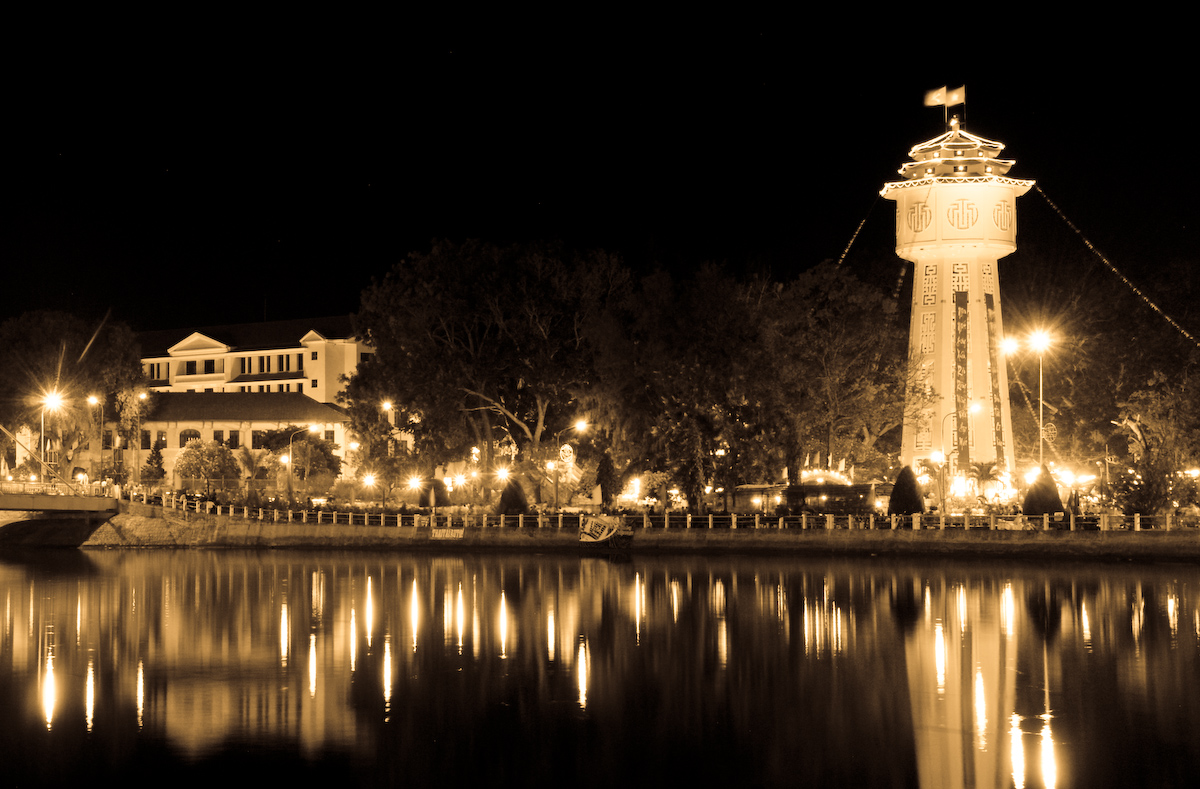
Sông Cà Ty (Phan Thiết) về đêm.

### Phố Tây ở Phan Thiết
Con đường Nguyễn Đình Chiểu - khu Hàm Tiến tại Phan Thiết đang dần hình thành một mô hình "phố Tây". Con đường tuy nhỏ, nhưng bên phải là bờ biển trong vắt với hệ thống resort, nhà nghỉ, khách sạn cao cấp nằm san sát nhau; còn bên trái thì có khoảng vài chục cơ sở kinh doanh dịch vụ ăn uống, hàng lưu niệm, internet, giặt ủi, cho thuê xe đạp đôi, xe máy để giải trí với những bảng hiệu được viết bằng hai ngôn ngữ: tiếng Việt và tiếng Nga.
Nhiều nhất ở con phố này là các nhà hàng phục vụ thức ăn nhanh, hải sản kiểu Việt Nam, Ý, Mỹ, các quán bar thiết kế phong cách châu Âu và do chính người nước ngoài phục vụ.
Tuy không sầm uất bằng các khu phố Tây ở Thành phố Hồ Chí Minh hay Đà Nẵng nhưng hầu hết du khách nước ngoài đều thích thú với không gian ở đây. Những resort hiện đại ở Mũi Né, không gian yên tĩnh, cung cấp đầy đủ các trò chơi, giải trí cho du khách, đặc biệt là du khách nước ngoài như xuồng cao su, ván lướt sóng, phao bơi với đội ngũ cứu hộ chuyên nghiệp.

### Xích lô du lịch
Khi đến muốn thong thả dạo chơi và tham quan vòng quanh thành phố, du khách có thể thuê xe xích lô.

## Giao thông
Thành phố có hệ thống giao thông khá thuận lợi. Quốc lộ 1 đi qua địa phận thành phố có chiều dài 7 km. Ngoài ra còn có Quốc lộ 28 đi Di Linh (Lâm Đồng) và Cư Jút (Đắk Nông).
Có các tỉnh lộ 706 và tỉnh lộ 706B hướng ra Mũi Né, đường tỉnh 716 dẫn đến Bàu Trắng và tỉnh lộ 719 chạy ở hướng Tây dẫn du khách về thị xã La Gi.

### Tên đường phố Phan Thiết trước năm 1975
- Đường Huyền Trân nay là đường Võ Thị Sáu
- Đường Hoàng Hoa Thám và Chu Mạnh Trinh nay là đường Cao Thắng.
- Đường Nguyễn Hoàng và Nguyễn Văn Thành nay là đường Lê Hồng Phong.
- Đường Duy Tân nay là đường Nguyễn Văn Trỗi.
- Đường Lê Lợi nay là đường Trương Gia Mô.
- Đường Tự Đức nay là đường Kim Đồng.
- Đường Đinh Tiên Hoàng nay là 2 đường: Đinh Tiên Hoàng và Đào Duy Từ.
- Đường Phan Thanh Giản, Chu Văn An và Phạm Hồng Thái nay là đường Chu Văn An.
- Đường Khải Định nay là đường Nguyễn Văn Cừ.
- Đường Trần Quốc Toản nay là đường Trần Cao Vân.
- Đường Trần Cao Vân và Đồng Khánh nay là đường Trần Phú.
- Đường Lê Văn Duyệt nay là đường Nguyễn Thị Minh Khai.
- Đại lộ Gia Long nay là đường Nguyễn Huệ.
- Đường Minh Mạng nay là đường Lý Tự Trọng.
- Đường Trần Hưng Đạo và Trần Quý Cáp nay là đường Trần Hưng Đạo.
- Đường Hàm Nghi nay là đường Hoàng Văn Thụ.

## Hình ảnh

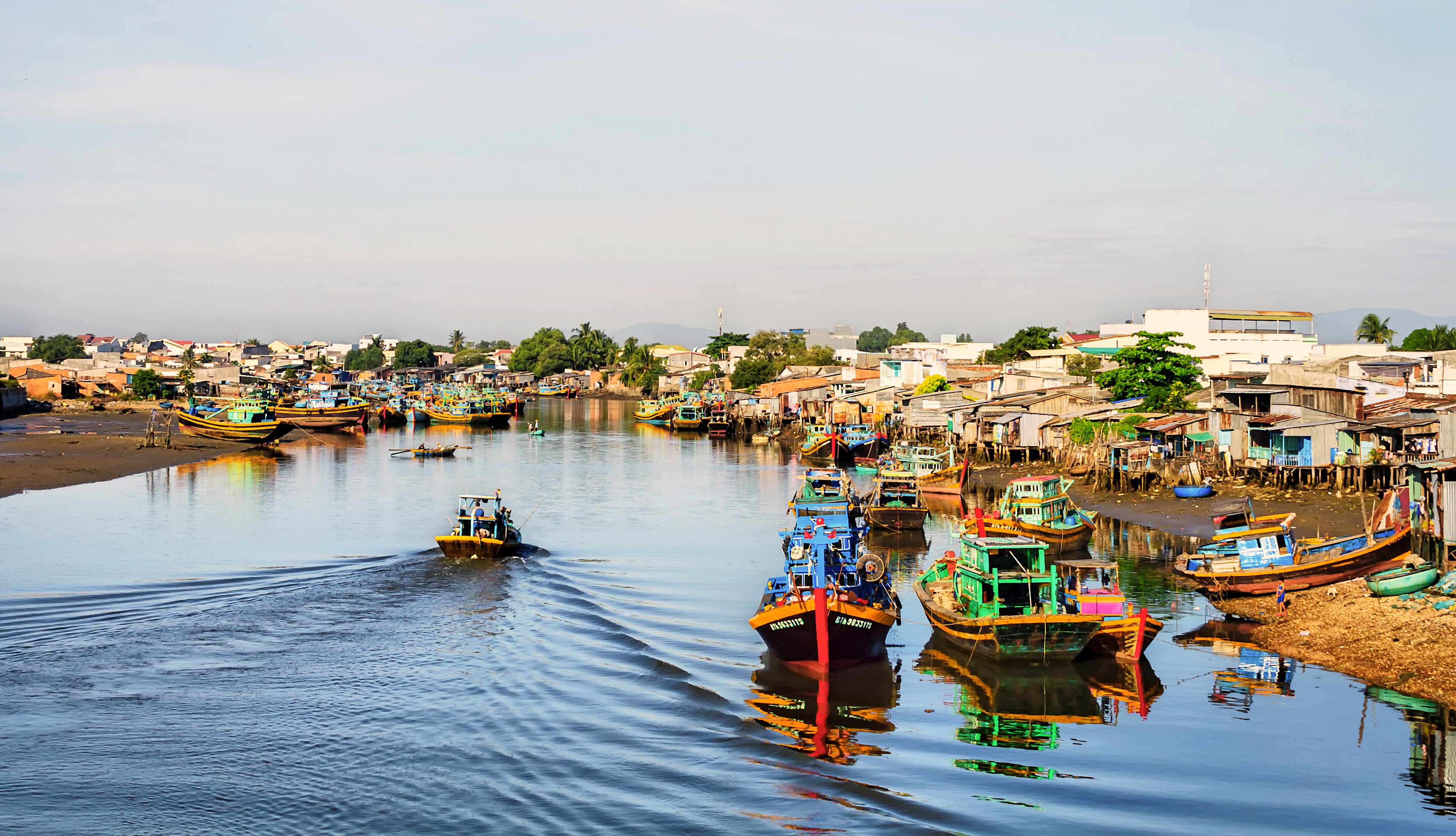
Một khúc sông Cà Ty ở TP Phan Thiết.
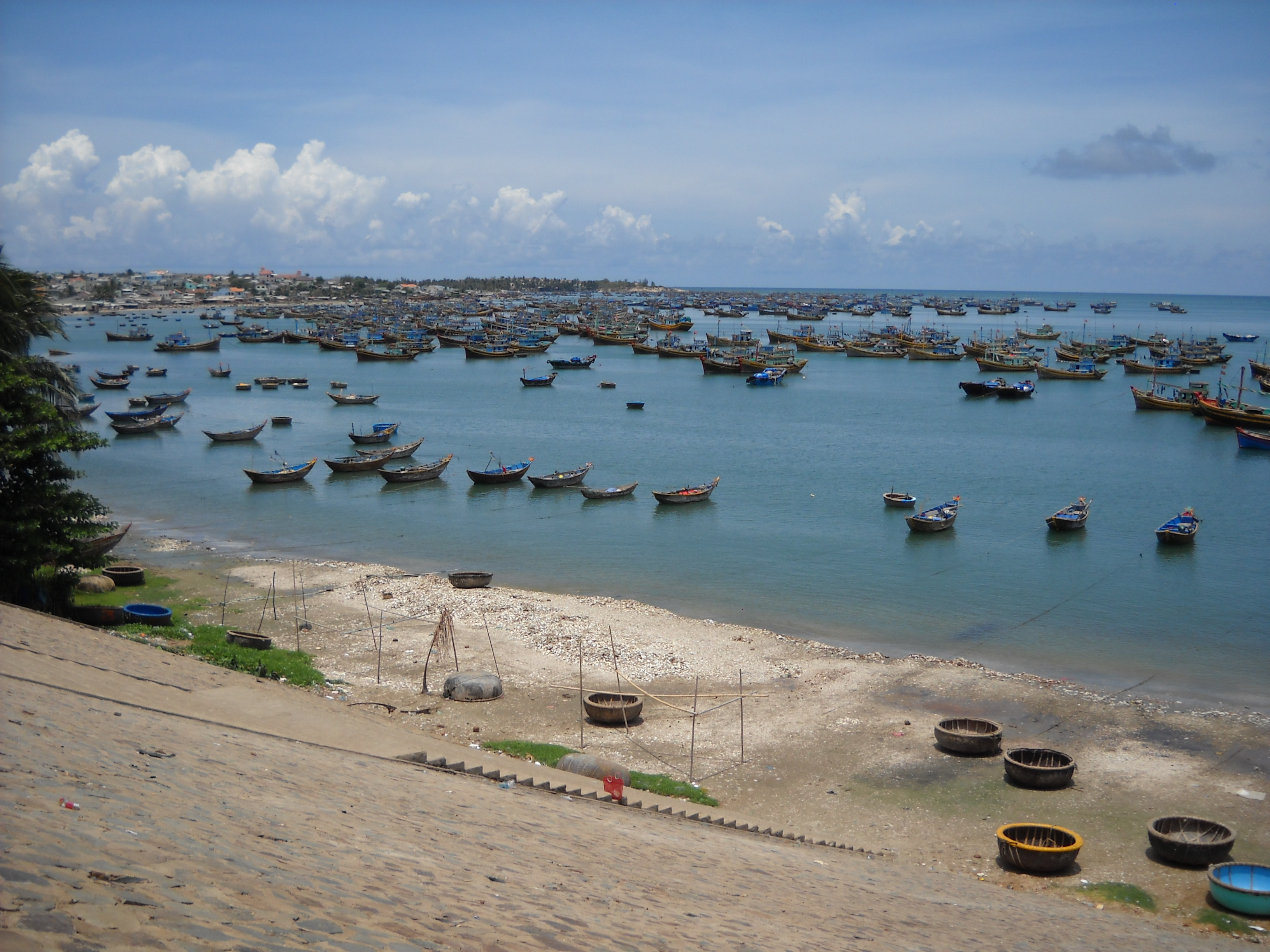
Làng chài ở Mũi Né, Phan Thiết.
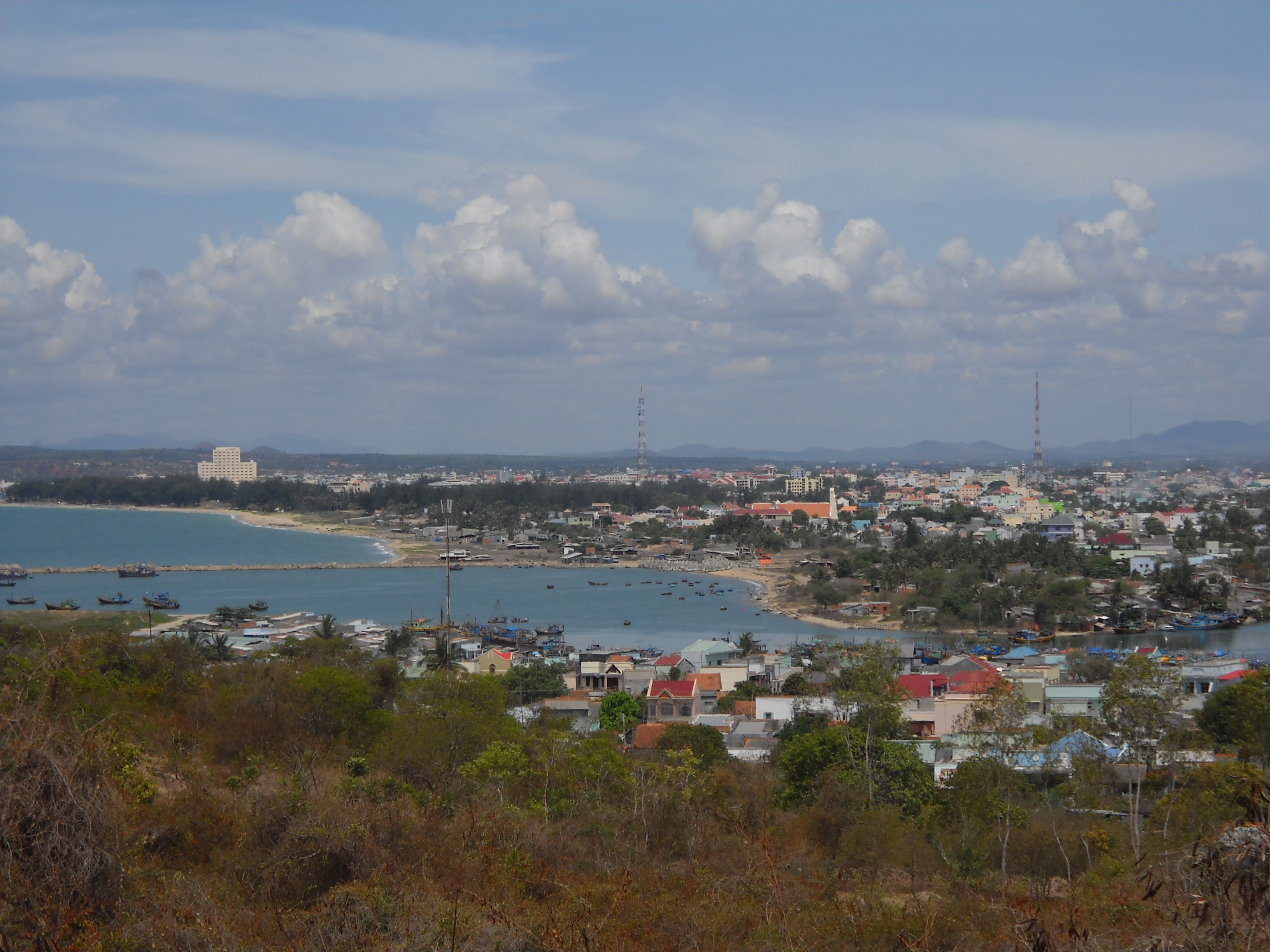
Toàn cảnh TP.Phan Thiết.
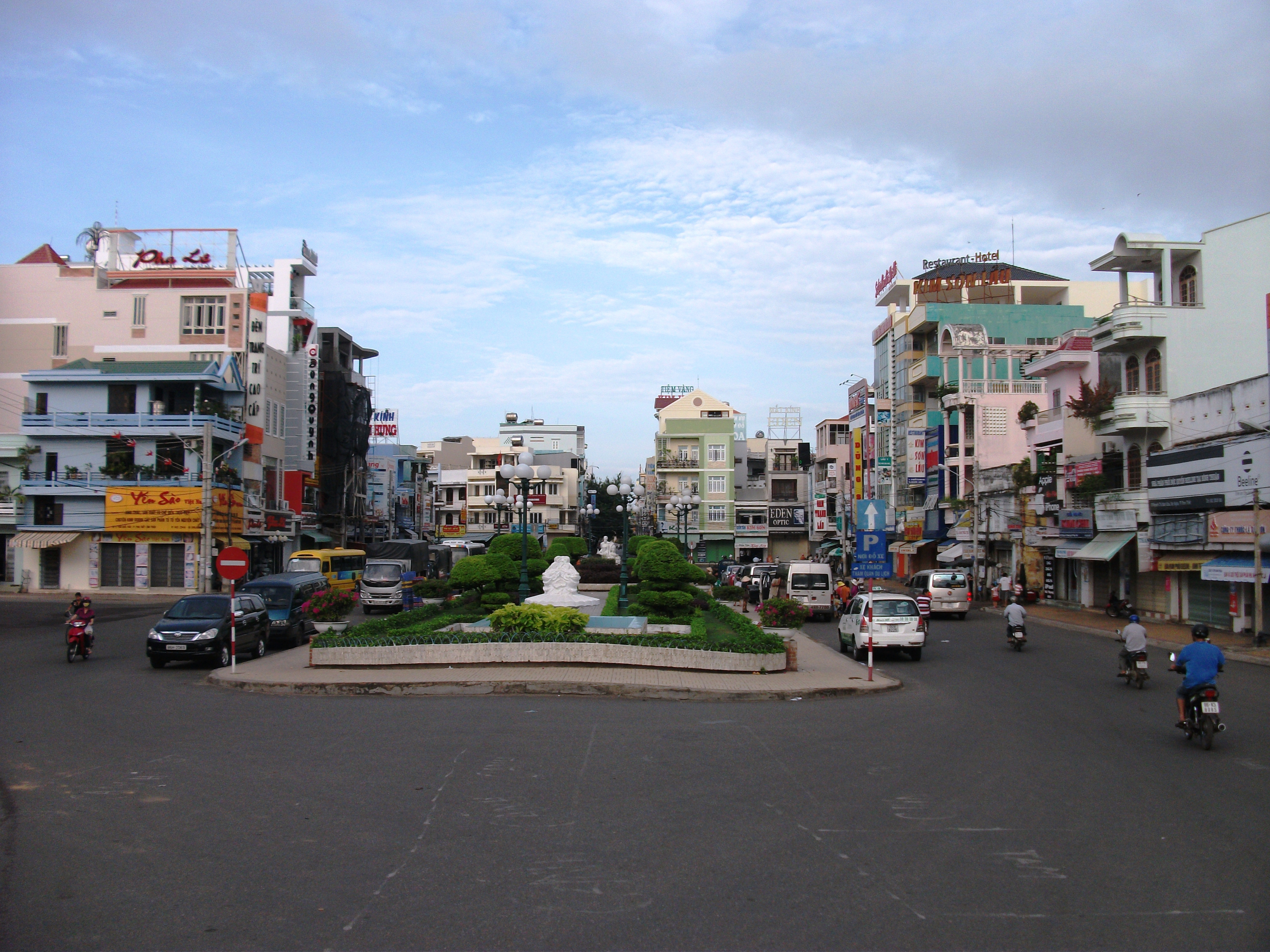
Trung tâm TP. Phan Thiết.
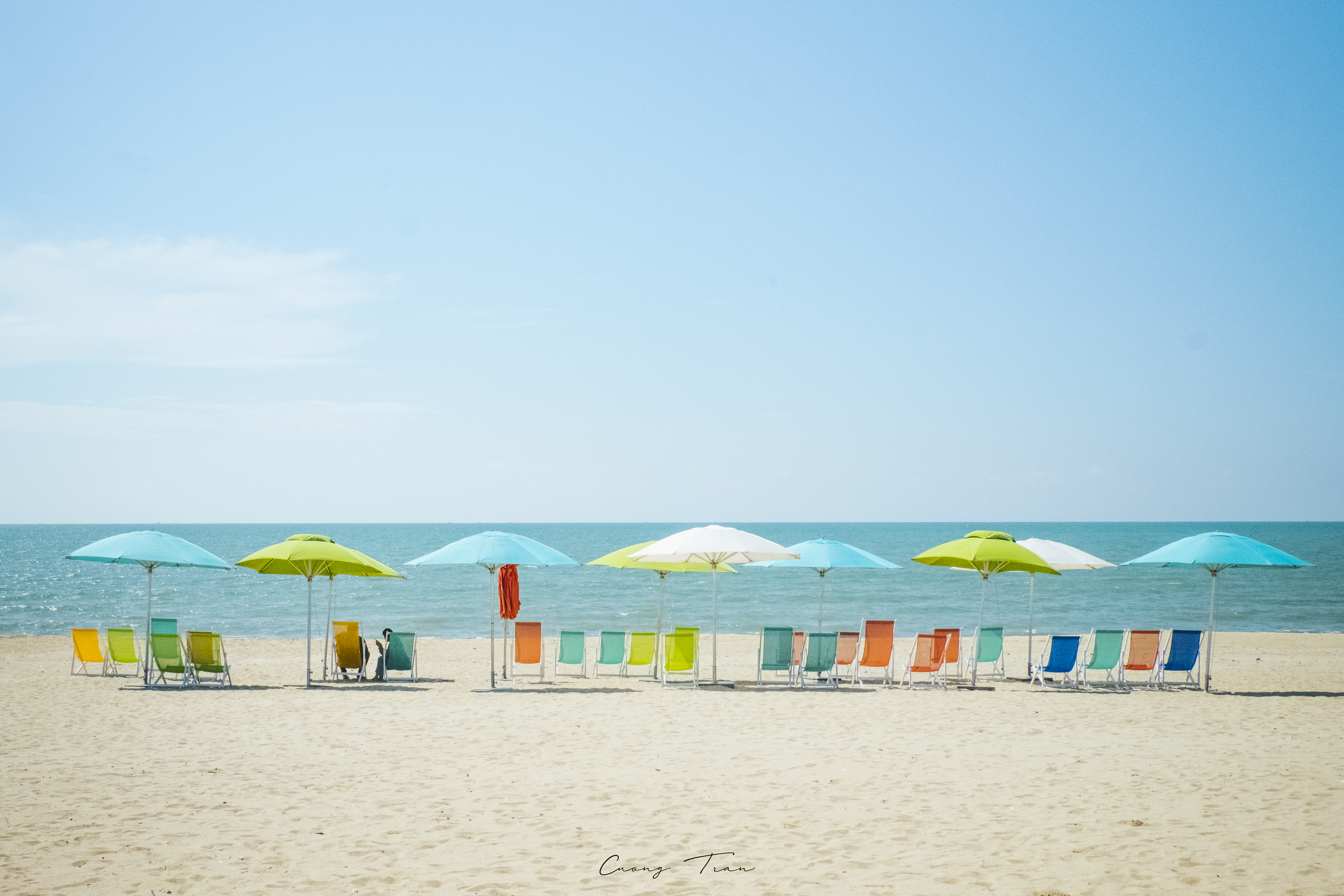
Bãi biển ở Phan Thiết.